# Hockey op de Olympische Zomerspelen 2008
Hockey is een van de sporten die beoefend werden tijdens de Olympische Zomerspelen 2008 in Peking. De wedstrijden werden gehouden van 10 augustus tot 23 augustus op het Olympic Green Hockey Field, dat deel uitmaakt van het Olympische Park. De Australische mannen en de Duitse vrouwen waren de titelverdedigers.

## Onderdelen
Er waren in totaal 2 onderdelen waarvoor een medaille kan worden behaald, te weten:
- Hockey voor mannen
- Hockey voor vrouwen

## Opzet
Zowel bij de mannen als bij de vrouwen deden twaalf teams mee aan het toernooi. De teams werden verdeeld in twee groepen van zes teams en de teams speelden in deze groepsfase één keer tegen elk ander team. De beste twee teams per groep gingen door naar de halve finale. De winnaars daarvan speelden de finale en de verliezers speelden om de bronzen medaille.

## Kwalificatie
Zowel bij de mannen als bij de vrouwen konden elf landen zich kwalificeren voor de Spelen. Gastland China was automatisch geplaatst.

## Mannen

### Voorronde

#### Groep A
| Datum       | Lokale tijd | MEZT  | Land          | Score | Land          |
| ----------- | ----------- | ----- | ------------- | ----- | ------------- |
| 11 augustus | 08:30       | 02:30 | Duitsland     | 4 – 1 | China         |
| 11 augustus | 18:00       | 12:00 | Zuid-Korea    | 1 – 3 | Nieuw-Zeeland |
| 11 augustus | 20:30       | 14:30 | Spanje        | 4 – 2 | België        |
| 13 augustus | 10:30       | 04:30 | China         | 2 – 5 | Zuid-Korea    |
| 13 augustus | 18:30       | 12:30 | België        | 1 – 1 | Duitsland     |
| 13 augustus | 20:30       | 14:30 | Nieuw-Zeeland | 0 – 1 | Spanje        |
| 15 augustus | 08:30       | 02:30 | Spanje        | 2 – 1 | China         |
| 15 augustus | 18:00       | 12:00 | België        | 2 – 4 | Nieuw-Zeeland |
| 15 augustus | 20:30       | 14:30 | Zuid-Korea    | 3 – 3 | Duitsland     |
| 17 augustus | 10:30       | 04:30 | Zuid-Korea    | 3 – 1 | België        |
| 17 augustus | 18:30       | 12:30 | Nieuw-Zeeland | 2 – 2 | China         |
| 17 augustus | 21:00       | 15:00 | Duitsland     | 1 – 0 | Spanje        |
| 19 augustus | 10:30       | 04:30 | Duitsland     | 3 – 1 | Nieuw-Zeeland |
| 19 augustus | 18:30       | 12:30 | Zuid-Korea    | 1 – 2 | Spanje        |
| 19 augustus | 21:00       | 15:00 | China         | 1 – 3 | België        |

| Groep A |               |             |             |             |             |            |            |            |        |
| #       | Land          | Wedstrijden | Wedstrijden | Wedstrijden | Wedstrijden | Doelpunten | Doelpunten | Doelpunten | Punten |
| #       | Land          | G           | W           | G           | V           | V          | T          | Saldo      | Punten |
| 1       | Spanje        | 5           | 4           | 0           | 1           | 9          | 5          | +4         | 12     |
| 2       | Duitsland     | 5           | 3           | 2           | 0           | 12         | 6          | +6         | 11     |
| 3       | Zuid-Korea    | 5           | 2           | 1           | 2           | 13         | 11         | +2         | 7      |
| 4       | Nieuw-Zeeland | 5           | 2           | 1           | 2           | 10         | 9          | +1         | 7      |
| 5       | België        | 5           | 1           | 1           | 3           | 9          | 13         | -4         | 4      |
| 6       | China         | 5           | 0           | 1           | 4           | 7          | 16         | -9         | 1      |

#### Groep B
| Datum       | Lokale tijd | MEZT  | Land             | Score  | Land             |
| ----------- | ----------- | ----- | ---------------- | ------ | ---------------- |
| 11 augustus | 10:30       | 04:30 | Pakistan         | 2 – 4  | Groot-Brittannië |
| 11 augustus | 18:30       | 12:30 | Australië        | 6 – 1  | Canada           |
| 11 augustus | 21:00       | 15:00 | Nederland        | 5 – 0  | Zuid-Afrika      |
| 13 augustus | 08:30       | 02:30 | Zuid-Afrika      | 0 – 10 | Australië        |
| 13 augustus | 18:00       | 12:00 | Canada           | 1 – 3  | Pakistan         |
| 13 augustus | 21:00       | 15:00 | Nederland        | 1 – 0  | Groot-Brittannië |
| 15 augustus | 10:30       | 04:30 | Nederland        | 4 – 2  | Canada           |
| 15 augustus | 18:30       | 12:30 | Pakistan         | 1 – 3  | Australië        |
| 15 augustus | 21:00       | 15:00 | Zuid-Afrika      | 0 – 2  | Groot-Brittannië |
| 17 augustus | 08:30       | 02:30 | Groot-Brittannië | 1 – 1  | Canada           |
| 17 augustus | 18:00       | 12:00 | Pakistan         | 3 – 1  | Zuid-Afrika      |
| 17 augustus | 20:30       | 14:30 | Australië        | 2 – 2  | Nederland        |
| 19 augustus | 08:30       | 02:30 | Nederland        | 4 – 2  | Pakistan         |
| 19 augustus | 18:00       | 12:00 | Canada           | 5 – 3  | Zuid-Afrika      |
| 19 augustus | 20:30       | 14:30 | Australië        | 3 – 3  | Groot-Brittannië |

| Groep B |                  |             |             |             |             |            |            |            |        |
| #       | Land             | Wedstrijden | Wedstrijden | Wedstrijden | Wedstrijden | Doelpunten | Doelpunten | Doelpunten | Punten |
| #       | Land             | G           | W           | G           | V           | V          | T          | Saldo      | Punten |
| 1       | Nederland        | 5           | 4           | 1           | 0           | 16         | 6          | +10        | 13     |
| 2       | Australië        | 5           | 3           | 2           | 0           | 24         | 7          | +17        | 11     |
| 3       | Groot-Brittannië | 5           | 2           | 2           | 1           | 10         | 7          | +3         | 8      |
| 4       | Pakistan         | 5           | 2           | 0           | 3           | 11         | 13         | -2         | 6      |
| 5       | Canada           | 5           | 1           | 1           | 3           | 10         | 17         | -7         | 4      |
| 6       | Zuid-Afrika      | 5           | 0           | 0           | 5           | 4          | 25         | -21        | 0      |

### Plaatsingswedstrijden

#### 11e-12e plaats
| Datum       | Lokale tijd | MEZT  | Land  | Score      | Land        |
| ----------- | ----------- | ----- | ----- | ---------- | ----------- |
| 23 augustus | 08:30       | 02:30 | China | 4 - 3 (nv) | Zuid-Afrika |

#### 9e-10e plaats
| Datum       | Lokale tijd | MEZT  | Land   | Score | Land   |
| ----------- | ----------- | ----- | ------ | ----- | ------ |
| 21 augustus | 08:30       | 02:30 | België | 3 – 0 | Canada |

#### 7e-8e plaats
| Datum       | Lokale tijd | MEZT  | Land          | Score | Land     |
| ----------- | ----------- | ----- | ------------- | ----- | -------- |
| 21 augustus | 11:00       | 05:00 | Nieuw-Zeeland | 4 – 2 | Pakistan |

#### 5e-6e plaats
| Datum       | Lokale tijd | MEZT  | Land       | Score | Land             |
| ----------- | ----------- | ----- | ---------- | ----- | ---------------- |
| 23 augustus | 11:00       | 05:00 | Zuid-Korea | 2 – 5 | Groot-Brittannië |

### Halve finales
| Datum       | Lokale tijd | MEZT  | Land      | Score                 | Land      |
| ----------- | ----------- | ----- | --------- | --------------------- | --------- |
| 21 augustus | 18:00       | 12:00 | Nederland | 1 – 1 (nv) 3 - 4 (sb) | Duitsland |
| 21 augustus | 20:30       | 14:30 | Spanje    | 3 – 2                 | Australië |

### Bronzen finale
| Datum       | Lokale tijd | MEZT  | Land      | Score | Land      |
| ----------- | ----------- | ----- | --------- | ----- | --------- |
| 23 augustus | 18:00       | 12:00 | Nederland | 2 – 6 | Australië |

### Finale
| Datum       | Lokale tijd | MEZT  | Land      | Score | Land   |
| ----------- | ----------- | ----- | --------- | ----- | ------ |
| 23 augustus | 20:30       | 14:30 | Duitsland | 1 – 0 | Spanje |

### Eindrangschikking
| Goud | Zilver | Brons | 4 |
| Duitsland Sebastian Biederlack Moritz Fürste Tobias Hauke Florian Keller Oliver Korn Niklas Meinert Maximilian Müller Juan Carlos Nevado Max Weinhold Tibor Weißenborn Benjamin Weß Timo Weß Philip Witte Matthias Witthaus Christopher Zeller Philipp Zeller                 | Spanje David Alegre Ramón Alegre Pol Amat Eduard Arbos Francisco Cortes Sergi Enrique Alexandre Fábregas Francisco Fábregas Juan Fernandez Santi Freixa Rodrigo Garza Roc Oliva Xavier Ribas Albert Sala Víctor Sojo Eduardo Tubau       | Australië Des Abbott Travis Brooks Kiel Brown Liam De Young Luke Doerner Jamie Dwyer Bevan George David Guest Robert Hammond Fergus Kavanagh Mark Knowles Stephen Lambert Eli Matheson Eddie Ockenden Grant Schubert Matthew Wells          | Nederland Thomas Boerma Matthijs Brouwer Ronald Brouwer Jeroen Delmee Geert-Jan Derikx Rob Derikx Laurence Docherty Jeroen Hertzberger Robert van der Horst Timme Hoyng Teun de Nooijer Rob Reckers Taeke Taekema Guus Vogels Roderick Weusthof Sander van der Weide        |
| 5 | 6 | 7 | 8 |
| Groot-Brittannië Richard Alexander Jonathan Bleby Jonathan Clarke Matt Daly Stephen Dick Ben Hawes Ashley Jackson Glenn Kirkham Richard Mantell Simon Mantell Benjamin Marsden Alistair McGregor Barry Middleton Rob Moore James Tindall Alastair Wilson                      | Zuid-Korea Ko Dong-Sik Kim Byung-Hoon Kim Chul Kim Yong-Bae Lee Nam-Yong Seo Jong-Ho Kang Seong-Jung Yoon Sung-Hoon You Hyo-Sik Yeo Woon-Kon Cha Jong-Bok Lee Myung-Ho Hong Eun-Seong Kang Moon-Kweon Kim Sam-Seok Jang Jong-Hyun        | Nieuw-Zeeland Ryan Archibald Gareth Brooks Phillip Burrows Simon Child Benjamin Collier Dean Couzins Steve Edwards Casey Henwood Blair Hopping David Kosoof Shea McAleese James Nation Kyle Pontifex Bradley Shaw Hayden Shaw Paul Woolford | Pakistan Salman Akbar Zeeshan Ashraf Mohammad Imran Mohammad Javed Mohammad Saqlain Adnan Maqsood Mohammad Waqas Sharif Waqas Akbar Shakeel Abbasi Rehan Butt Syed Abbas Haider Bilgrami Nasir Ahmed Syed Imran Ali Warsi Mohammad Asif Rana Mohammad Zubair Shafqat Rasool |
| 9 | 10 | 11 | 12 |
| België Thomas Briels Cédric Charlier Cédric De Greve Jérôme Dekeyser Félix Denayer John-John Dohmen Philippe Goldberg Gregory Gucassoff Patrice Houssein Maxime Luyckx Xavier Reckinger Thierry Renaer Jérôme Truyens Thomas Van Den Balck Charles Vandeweghe Loïc Vandeweghe | Canada Ranjeev Deol Wayne Fernandes Connor Grimes Ravi Kahlon Bindi Kullar Mike Mahood Mark Pearson Ken Pereira Scott Sandison Marian Schole Peter Short Rob Short Sukhwinder "Gabbar" Singh Scott Tupper Paul Wettlaufer Anthony Wright | China Sun Tianjun Luo Fangming De Yunze Jiang Xishang Song Yi Li Wei Meng Xuguang Liu Xiantang Meng Lizhi Hu Liang Meng Jun Yu Yang Na Yubo Sun Rifeng Tao Zhinan Hu Huiren                                                                 | Zuid-Afrika Andrew Cronje Ian Symons Austin Smith Bruce Jacobs Darryn Gallagher Marvin Harper Emile Smith Clyde Abrahams Paul Blake Eric Rose-Innes Marvin Bam Geoffrey Abbott Thornton McDade Christopher Hibbert Lungile Tsolekile Thomas Hammond                         |

## Vrouwen

### Voorronde

#### Groep A
| Datum       | Lokale tijd | MEZT  | Land        | Score | Land        |
| ----------- | ----------- | ----- | ----------- | ----- | ----------- |
| 10 augustus | 10:30       | 04:30 | China       | 3 – 0 | Spanje      |
| 10 augustus | 18:00       | 12:00 | Australië   | 5 – 4 | Zuid-Korea  |
| 10 augustus | 20:30       | 14:30 | Nederland   | 6 – 0 | Zuid-Afrika |
| 12 augustus | 10:30       | 04:30 | Australië   | 6 – 1 | Spanje      |
| 12 augustus | 18:30       | 12:30 | China       | 3 – 0 | Zuid-Afrika |
| 12 augustus | 20:30       | 14:30 | Nederland   | 3 – 2 | Zuid-Korea  |
| 14 augustus | 08:30       | 02:30 | China       | 0 – 1 | Nederland   |
| 14 augustus | 18:00       | 12:00 | Spanje      | 2 – 1 | Zuid-Korea  |
| 14 augustus | 20:30       | 14:30 | Zuid-Afrika | 0 – 3 | Australië   |
| 16 augustus | 10:30       | 04:30 | Australië   | 1 – 2 | Nederland   |
| 16 augustus | 18:30       | 12:30 | Zuid-Korea  | 1 – 6 | China       |
| 16 augustus | 21:00       | 15:00 | Spanje      | 1 – 0 | Zuid-Afrika |
| 18 augustus | 10:30       | 04:30 | Zuid-Korea  | 5 – 2 | Zuid-Afrika |
| 18 augustus | 18:30       | 12:30 | Nederland   | 2 – 0 | Spanje      |
| 18 augustus | 21:00       | 15:00 | China       | 2 – 2 | Australië   |

| Groep A |             |             |             |             |             |            |            |            |        |
| #       | Land        | Wedstrijden | Wedstrijden | Wedstrijden | Wedstrijden | Doelpunten | Doelpunten | Doelpunten | Punten |
| #       | Land        | G           | W           | G           | V           | V          | T          | Saldo      | Punten |
| 1       | Nederland   | 5           | 5           | 0           | 0           | 14         | 3          | +11        | 15     |
| 2       | China       | 5           | 3           | 1           | 1           | 14         | 4          | +10        | 10     |
| 3       | Australië   | 5           | 3           | 1           | 1           | 17         | 9          | +8         | 10     |
| 4       | Spanje      | 5           | 2           | 0           | 3           | 4          | 12         | -8         | 6      |
| 5       | Zuid-Korea  | 5           | 1           | 0           | 4           | 13         | 18         | -5         | 3      |
| 6       | Zuid-Afrika | 5           | 0           | 0           | 5           | 2          | 18         | -16        | 0      |

#### Groep B
| Datum       | Lokale tijd | MEZT  | Land             | Score | Land             |
| ----------- | ----------- | ----- | ---------------- | ----- | ---------------- |
| 10 augustus | 08:30       | 02:30 | Japan            | 2 – 1 | Nieuw-Zeeland    |
| 10 augustus | 18:30       | 12:30 | Argentinië       | 2 – 2 | Verenigde Staten |
| 10 augustus | 21:00       | 15:00 | Duitsland        | 5 – 1 | Groot-Brittannië |
| 12 augustus | 08:30       | 02:30 | Argentinië       | 2 – 2 | Groot-Brittannië |
| 12 augustus | 18:00       | 12:00 | Verenigde Staten | 1 – 1 | Japan            |
| 12 augustus | 21:00       | 15:00 | Duitsland        | 2 – 1 | Nieuw-Zeeland    |
| 14 augustus | 10:30       | 04:30 | Verenigde Staten | 2 – 4 | Duitsland        |
| 14 augustus | 18:30       | 12:30 | Japan            | 1 – 2 | Argentinië       |
| 14 augustus | 21:00       | 15:00 | Nieuw-Zeeland    | 1 – 2 | Groot-Brittannië |
| 16 augustus | 08:30       | 02:30 | Nieuw-Zeeland    | 1 – 4 | Verenigde Staten |
| 16 augustus | 18:00       | 12:00 | Duitsland        | 0 – 4 | Argentinië       |
| 16 augustus | 20:30       | 14:30 | Groot-Brittannië | 2 – 1 | Japan            |
| 18 augustus | 08:30       | 02:30 | Duitsland        | 1 – 0 | Japan            |
| 18 augustus | 18:00       | 12:00 | Groot-Brittannië | 0 – 0 | Verenigde Staten |
| 18 augustus | 20:30       | 14:30 | Argentinië       | 3 – 2 | Nieuw-Zeeland    |

| Groep B |                  |             |             |             |             |            |            |            |        |
| #       | Land             | Wedstrijden | Wedstrijden | Wedstrijden | Wedstrijden | Doelpunten | Doelpunten | Doelpunten | Punten |
| #       | Land             | G           | W           | G           | V           | V          | T          | Saldo      | Punten |
| 1       | Duitsland        | 5           | 4           | 0           | 1           | 12         | 8          | +4         | 12     |
| 2       | Argentinië       | 5           | 3           | 2           | 0           | 13         | 7          | +6         | 11     |
| 3       | Groot-Brittannië | 5           | 2           | 2           | 1           | 7          | 9          | -2         | 8      |
| 4       | Verenigde Staten | 5           | 1           | 3           | 1           | 9          | 8          | +1         | 6      |
| 5       | Japan            | 5           | 1           | 1           | 3           | 5          | 7          | -2         | 4      |
| 6       | Nieuw-Zeeland    | 5           | 0           | 0           | 5           | 6          | 13         | -7         | 0      |

### Plaatsingswedstrijden

#### 11e-12e plaats
| Datum       | Lokale tijd | MEZT  | Land        | Score | Land          |
| ----------- | ----------- | ----- | ----------- | ----- | ------------- |
| 22 augustus | 08:30       | 02:30 | Zuid-Afrika | 4 – 1 | Nieuw-Zeeland |

#### 9e-10e plaats
| Datum       | Lokale tijd | MEZT  | Land       | Score | Land  |
| ----------- | ----------- | ----- | ---------- | ----- | ----- |
| 20 augustus | 08:30       | 02:30 | Zuid-Korea | 2 – 1 | Japan |

#### 7e-8e plaats
| Datum       | Lokale tijd | MEZT  | Land   | Score      | Land             |
| ----------- | ----------- | ----- | ------ | ---------- | ---------------- |
| 20 augustus | 11:00       | 05:00 | Spanje | 3 – 2 (nv) | Verenigde Staten |

#### 5e-6e plaats
| Datum       | Lokale tijd | MEZT  | Land      | Score | Land             |
| ----------- | ----------- | ----- | --------- | ----- | ---------------- |
| 22 augustus | 11:00       | 05:00 | Australië | 2 – 0 | Groot-Brittannië |

### Halve finales
| Datum       | Lokale tijd | MEZT  | Land      | Score | Land       |
| ----------- | ----------- | ----- | --------- | ----- | ---------- |
| 20 augustus | 18:00       | 12:00 | Duitsland | 2 – 3 | China      |
| 20 augustus | 20:30       | 14:30 | Nederland | 5 – 2 | Argentinië |

### Bronzen finale
| Datum       | Lokale tijd | MEZT  | Land      | Score | Land       |
| ----------- | ----------- | ----- | --------- | ----- | ---------- |
| 22 augustus | 18:00       | 12:00 | Duitsland | 1 – 3 | Argentinië |

### Finale
| Datum       | Lokale tijd | MEZT  | Land  | Score | Land      |
| ----------- | ----------- | ----- | ----- | ----- | --------- |
| 22 augustus | 20:30       | 14:30 | China | 0 – 2 | Nederland |

### Eindrangschikking
| Goud | Zilver | Brons | 4 |
| Nederland Marilyn Agliotti Naomi van As Minke Booij Wieke Dijkstra Miek van Geenhuizen Maartje Goderie Eva de Goede Ellen Hoog Fatima Moreira de Melo Eefke Mulder Maartje Paumen Sophie Polkamp Lisanne de Roever Janneke Schopman Minke Smabers Lidewij Welten | China Chen Qingling Chen Zhaoxia Cheng Hui Fu Baorung Gao Lihua Huang Junxia Li Hongxia Li Shuang Ma Yibo Pan Fengzhen Ren Ye Song Qingling Tang Chunling Zhang Yimeng Zhao Yudia Zhou Wanfeng                                             | Argentinië Magdalena Aicega Luciana Aymar Noel Barrionuevo Claudia Burkart Agustina García Mariana Gonzalez Oliva Alejandra Gullo Giselle Kanevsky Rosario Luchetti Mercedes Margalot Maria de la Paz Hernandez Carla Rebecchi Mariana Rossi Marine Russo Belén Succi Paola Vukojicic | Duitsland Tina Bachmann Janine Beermann Pia Eidmann Mandy Haase Martina Heinlein Eileen Hoffmann Natascha Keller Anke Kühn Julia Müller Janne Müller-Wieland Kristina Reynolds Fanny Rinne Marion Rodewald Katharina Scholz Christina Schütze Maike Stöckel |
| 5 | 6 | 7 | 8 |
| Australië Casey Eastham Megan Rivers Kim Walker Kate Hollywood Emily Halliday Madonna Blyth Jessica Arrold Kobie McGurk Fiona Johnson Rachel Imison Angie Lambert Melanie Wells Hope Munroe Teneal Attard Sarah Young Nikki Hudson                               | Groot-Brittannië Jennie Bimson Melanie Clewlow Charlotte Craddock Crista Cullen Alexandra Danson Joanne Ellis Anne Panter Helen Richardson Chloe Rogers Elizabeth Storry Sarah Thomas Rachel Walker Kate Walsh Lisa Wooding Lucilla Wright | Spanje María Jesús Rosa Julia Menendez Rocío Ybarra Barbara Malda Silvia Muñoz Silvia Bonastre Maria Romagosa Marta Ejarque Raquel Huertas Pilar Sanchez Núria Camón Maria Lopez de Eguilaz Montse Cruz Esther Termens Gloria Comerma Georgina Olivia                                 | Verenigde Staten Amy Tran Lauren Crandall Rachel Dawson Kelly Doton Katelyn Falgowski Caroline Nichols Kate Barber Kayla Bashore Carrie Lingo Lauren Powley Dana Sensenig Jesse Gey Angie Loy Dina Rizzo Keli Smith Tiffany Snow                            |
| 9 | 10 | 11 | 12 |
| Zuid-Korea Moon Young-hui Cho Hye-sook Kim Young-ran Lee Seon-ok Kim Jung-hee Park Mi-hyun Kim Jin-kyoung Kim Mi-seon Kim Jong-eun Eum Mi-young Kim Sung-hee Seo Hye-jin Park Jeong-sook Kim Eun-sil Kim Da-rae Han Hye-lyoung                                   | Japan Ikuko Okamura Keiko Miura Mayumi Ono Chie Kimura Rika Komazawa Miyuki Nakagawa Sakae Morimoto Kaori Chiba Yukari Yamamoto Toshie Tsukui Sachimi Iwao Akemi Kato Tomomi Komori Misaki Osawa Chinami Kozakura Yuka Yoshikawa           | Zuid-Afrika Tarryn Bright Cindy Brown Fiona Butler Lisa-Marie Deetlefs Lesle-Ann George Kate Hector Taryn Hosking Vuyisanani Mangisa Lenise Marais Marsha Marescia Mariette Rix Shelley Russell Vida Ryan Vidette Ryan Kathleen Taylor Jennifer Wilson                                | Nieuw-Zeeland Stacey Carr Jaimee Claxton Tara Drysdale Gemma Flynn Krystal Forgesson Joanne Galletly Sheree Horvath Lizzy Igasan Beth Jurgeleit Emily Naylor Kimberley Noakes Caryn Paewai Niniwa Roberts Kate Saunders Kayla Sharland Anita Wawatai        |

## Medaillespiegel
| Plaats | Land       | NOC    | Goud | Zilver | Brons | Totaal |
| ------ | ---------- | ------ | ---- | ------ | ----- | ------ |
| 1      | Duitsland  | GER    | 1    | 0      | 0     | 1      |
| 1      | Nederland  | NED    | 1    | 0      | 0     | 1      |
| 3      | China      | CHN    | 0    | 1      | 0     | 1      |
| 3      | Spanje     | ESP    | 0    | 1      | 0     | 1      |
| 5      | Argentinië | ARG    | 0    | 0      | 1     | 1      |
| 5      | Australië  | AUS    | 0    | 0      | 1     | 1      |
| Totaal | Totaal     | Totaal | 2    | 2      | 2     | 6      |

Londen 1908 · 
Antwerpen 1920 · 
Amsterdam 1928 · 
Los Angeles 1932 · 
Berlijn 1936 · 
Londen 1948 · 
Helsinki 1952 · 
Melbourne 1956 · 
Rome 1960 · 
Tokio 1964 · 
Mexico-stad 1968 · 
München 1972 · 
Montréal 1976 · 
Moskou 1980 · 
Los Angeles 1984 · 
Seoel 1988 · 
Barcelona 1992 · 
Atlanta 1996 · 
Sydney 2000 · 
Athene 2004 · 
Peking 2008 · 
Londen 2012 · 
Rio de Janeiro 2016 · 
Tokio 2020 · 
Parijs 2024 · 
Los Angeles 2028 
Medaillewinnaars
atletiek · badminton · basketbal · boksen · boogschieten · gewichtheffen · gymnastiek · handbal · hockey · honkbal · judo · kanovaren · moderne vijfkamp · paardensport · roeien · schermen · schietsport · schoonspringen · softbal · synchroonzwemmen · taekwondo · tafeltennis · tennis · triatlon · voetbal · volleybal · waterpolo · wielersport · worstelen · zeilen · zwemmen